# Linz Textil
Die Linz Textil Holding AG ist ein international agierender österreichischer Konzern mit Sitz in Linz. Das Unternehmen wurde 1838 als Kleinmünchner Baumwoll-Spinnerei gegründet und ist der älteste noch existente Industriebetrieb in Linz. Linz Textil ist seit 1872 an der Wiener Börse notiert.

## Geschichte
Der aus bäuerlichen Verhältnissen stammende, in Grünburg geborene Johann Evangelist Grillmayr (1809–1881) wurde zum Wegbereiter der Textilindustrie in Oberösterreich. Als junger Mitarbeiter der Händlerfamilie Hörzinger reiste er zum Garneinkauf nach England, wo er sich die maschinelle Ausstattung der Fabriken genauestens einprägte. Nach Linz zurückgekehrt, heiratete er am 10. Jänner 1837 die gerade verwitwete Katharina Hörzinger und stieg dank ihres Kapitals 1838 in die neu gegründete „Baumwollgespunst-Fabrika“ seines Freundes Anton Wöss in Kleinmünchen ein. 1840 arbeiteten bereits über 70 Personen an den zehn großen Spinnmaschinen, die Grillmayr nach englischen Vorbildern selber konstruiert und gebaut hatte. Wöss zog sich schon im Oktober 1841 aus der Firma zurück, da ihm das vorangetriebene Projekt zu riskant wurde. Grillmayr wurde somit Alleingesellschafter. 1847 arbeiteten schon über 200 Personen an 199 Spinnmaschinen. In den drei im Süden von Linz gelegenen Fabriken (Grillmayr, Dierzer und Rädler) standen damals zwei Drittel der in Oberösterreich installierten Spindeln.
1872 wurde das Unternehmen in die Actiengesellschaft der Kleinmünchner Baumwoll-Spinnereien und mechanische Weberei umgewandelt, die den Gründerkrach 1873 aber nur durch energischen Einsatz von Johann Grillmayr überstand. Nach dem Ausscheiden Grillmayrs prägten besonders Generaldirektor Carl Reichel (1894–1910) und der technische Direktor Ludwig von Gallois (1890–1928) den Betrieb. In ihre Zeit fallen soziale Errungenschaften wie der Werkswohnungsbau „Aschensiedlung“.
Den Ersten Weltkrieg und den Zerfall der Donaumonarchie bewältigte das Unternehmen mit strategischen Investitionen: 1917 wurden die Baumwollspinnerei Dierzer in Kleinmünchen sowie die Weberei Hermann in Reutte übernommen. Bis 1938 betrieb das Unternehmen außerdem ein Werk im ehemaligen Vorort Zizlau (St. Peter), wo sich heute die voestalpine befindet. 1946/49 wurde das heutige Unternehmenssitz-Gebäude in der Wiener Straße in Linz von Architekt Armin Sturmberger neu errichtet.
1978 erhielt das Unternehmen die Bezeichnung Linz Textil Aktiengesellschaft. In den Folgejahren wurden zahlreiche Firmen erworben und umgebaut:
- 1982 Spinnerei Felixdorf (stillgelegt 2005), zuvor im Besitz der Creditanstalt
- 1984 Weberei Telfs (stillgelegt 2002)
- 1985 Spinnerei Matrei am Brenner (stillgelegt 2007[5])
- 1987 Weberei Reutte (stillgestellt 2008)
- 1992 Spinnerei Klarenbrunn (stillgestellt 2015[6]) in Bludenz, erworben von der Firma Getzner Textil
- 1994 Spinnerei Landeck: 2022 gab das Unternehmen bekannt, das Werk in Landeck wegen der stark gestiegenen Energiekosten Ende März 2023 dauerhaft stilllegen zu wollen. Betroffen seien dabei 83 Mitarbeiter.[7]
- 2002 Viskosespinnerei in Klanjec (Kroatien)
- 2004 Firma Vossen

Neu errichtete Standorte:
- 2009 wurde die Viskosespinnerei Nanjing in China in unmittelbarer Nachbarschaft zu einem Werk der Lenzing AG errichtet (stillgestellt 2016).

Der Schweizer Dionys Lehner (1942–2023) leitete das Unternehmen 40 Jahre lang bis zum Jahr 2016.

## Unternehmen
Zum Unternehmen gehören heute die Firma Vossen mit Werken in Jennersdorf und Szentgotthárd (Ungarn), die Spinnerei Landeck und die Viskosespinnereien in Klanjec und Nanjing.
In Linz sind außer dem Hauptgebäude an der Wiener Straße noch historische Bauten im Zusammenhang der Linz Textil erhalten, so etwa das Grillmayr Schlößl und die Aschenhäuser, eine Arbeiterhaussiedlung in Kleinmünchen.